# Film à énigme
 (septembre 2019).
Si vous disposez d'ouvrages ou d'articles de référence ou si vous connaissez des sites web de qualité traitant du thème abordé ici, merci de compléter l'article en donnant les références utiles à sa vérifiabilité et en les liant à la section « Notes et références ».

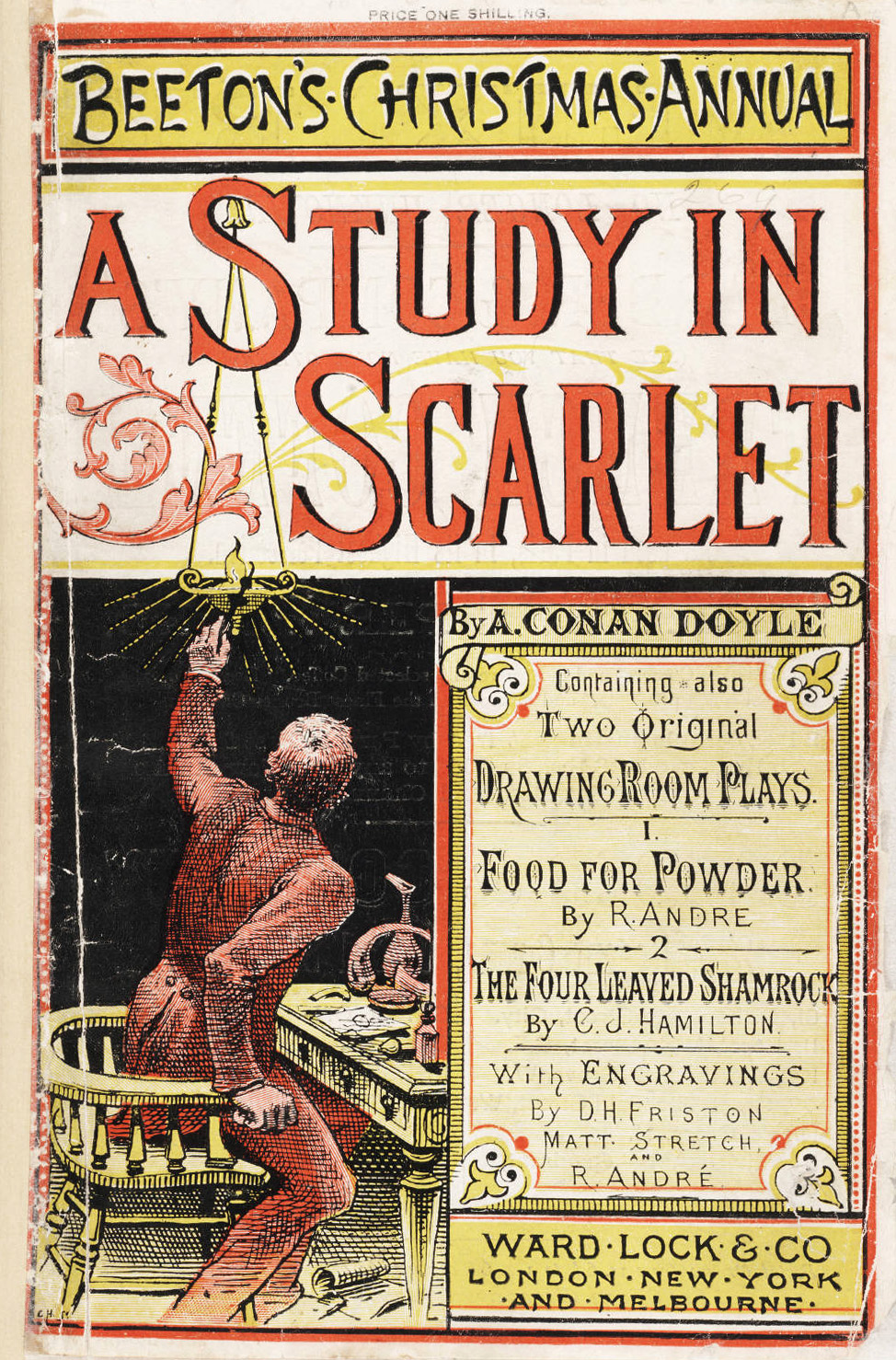

Un film à énigme (aussi appelle de film de mystère ou film mystérieux) est un film dont la trame est l'élucidation progressive d'une affaire que le spectateur découvre en s'identifiant avec le personnage principal et ses déductions, souvent un enquêteur. Ces films forment ainsi un sous-genre des catégories film policier et thriller. Le film à énigme met généralement l'accent sur les efforts d'un détective, enquêteur privé ou détective amateur, pour déchiffrer les circonstances mystérieuses d'un crime, par l'étude des indices, l'enquête, et la déduction. L'intrigue est notamment centrée sur l'intelligence, le brio et la perspicacité de l'enquêteur qui sait lier les indices et les circonstances, la recherche de preuves, le questionnement des témoins, et la traque du criminel.
Le genre va des premières adaptations d'Edgar Allan Poe (Le Scarabée d'or en 1907, Meurtres dans la rue Morgue en 1914) et  des histoires policières traditionnelles (Le Mystère de la chambre jaune en 1930), aux thrillers hitchcockiens classiques et aux films à énigme de David Lynch (Blue Velvet), Bryan Singer (Usual Suspects) ou Martin Scorsese (Shutter Island).